# Tarif Khalidi
Tarif al-Khalidi (Gerusalemme, 24 gennaio 1938) è uno storico, islamista e arabista palestinese che attualmente ricopre la cattedra Shaykh Zayid di Arabistica e Islamistica nell'Università americana di Beirut in Libano.

## Famiglia
Ṭarīf Khālidī è figlio di Ahmad Samih Khalidi (1896–1951) e di Anbara Salam (1897–1986), e fratello dello storico Walid Khalidi. L'altro e più famoso storico, il palestinese naturalizzato statunitense, Rashid Khalidi, è cugino primo di Ṭarīf. Il figlio, Muhammad Ali Khalidi, è professore di Filosofia nella York University. La famiglia Khalidi ha vissuto a Gerusalemme fin dall'XI secolo ed è nota per la grande quantità di giudici e di studiosi. Il padre di Tarif è stato rettore dell'Arab College (Gerusalemme) dal 1925 al 1948. È stato anche vice-Direttore dell'Istruzione sotto il Mandato britannico della Palestina. Fu autore di diversi studi pionieristici di pedagogia e di storia della Palestina. La madre di Tarif Khalidi proveniva da un'importante famiglia di Beirut, impegnata nel campo della politica. Fu una pioniera del Femminismo, un'attivista dei diritti civili e una scrittrice, oltre ad essere la prima donna nella Grande Siria (Siria, Libano e Palestina) a togliersi pubblicamente il velo nel 1927. Ella tradusse diverse opere di letteratura in arabo, inclusa l'Iliade e l'Odissea di Omero, e dette alla stampa le proprie memorie nel 1978.
Khalidi e la sua famiglia furono "cacciati fuori dalla loro casa nell'aprile del 1948 dall'avanzata delle formazioni sioniste". La famiglia trovò rifugio a Beirut.

## Carriera accademica
Nel 1952, Khalidi frequentò l'Haileybury College (Haileybury and Imperial Service College) di Hertford (Inghilterra), dove studiò argomenti classici (latino, greco, storia antica). Entrò poi nell'University College di Oxford, dove conseguì un B.A. in Storia moderna nel 1960 e dove si laureò al termine di un triennio tre anni dopo. Tra il 1960 e il 1966 fu assistente di Cultural Studies nell'Università americana di Beirut.
Khalidi ottenne un Ph.D. in Islamistica nell'Università di Chicago nel 1970. Quell'anno tornò all'Università Americana di Beirut come professore assistente nel Dipartimento di Storia. Insegnò in quell'ateneo nel corso della Guerra civile libanese con un breve intervallo nel 1985-1986 quando divenne Senior Research Associate nel St Antony's College dell'Università di Oxford.
Nel 1996 fu nominato professore ordinario nella cattedra intitolata a Sir Thomas Adams e componente del King's College (Cambridge), nonché direttore del Centro di Studi sul Medio Oriente (Center of Middle Eastern Studies).
Tornò nell'Università Americana di Beirut nel 2002 ed è attualmente titolare della cattedra Shaykh Zayid presso il Centro per gli Studi arabi e del Medio Oriente  Center for Arab and Middle East Studies. URL consultato il 13 aprile 2018 (archiviato dall'url originale il 3 dicembre 2009).

## Pubblicazioni
Libri
- (Coeditore) Al-Jahiz: A Muslim Humanist for our Time, Wurzburg/Beirut, Ergon Verlag, 2009.
- Images of Muhammad: Narratives of the Prophet in Islam Across the Centuries., New York, Doubleday, 2009. ISBN 9780385518161
- The Qur'an: A New Translation. Londra, Penguin Classics, 2008. ISBN 978-1846140211
- The Muslim Jesus; Sayings and Stories in Islamic Literature. (Cambridge, Mass., Harvard University Press, 2001. ISBN 978-0674004771
- Arabic Historical Thought in the Classical Period[collegamento interrotto]., Cambridge, Cambridge University Press, 1994. ISBN 978-0521589383
- Classical Arab Islam., Princeton, Darwin Press, 1985. ISBN 978-0878500482
- Edizioni, Land Tenure and Social Transformation in the Middle East, Beirut, American University of Beirut, 1984. ISBN 9780815660712
- A Study in the Meaning and Method of History (in Arabo), Beirut, Dar al-Tali`a, 1982).
- Studies in the History of Arabic Islamic Culture (in Arabo), Beirut, Dar al-Tali`a, 1977).
- Islamic Historiography: The Histories of Mas`udi,  Albany, SUNY Press, 1975. ISBN 9780873952828

Articoli di giornale
- "A World Historian and his Vision: at-Tabari, the Qur'an and History”, al-Abhath, vol. 55-56 (2007–2008).
- "Death and the Badi` in Early `Abbasid Poetry: The Elegy for al-Numayri by `Abdullah ibn al-Mu`tazz" (con Maher Jarrar), Al-Abhath, vol. 54 (2006).
- "Jesus, Islam and World Dialogue", Concilium, 39/4 (October 2003).
- "Poetry and Identity in the Umayyad Age" (con S.S. Agha), al-Abhath, vol. 50-51, (2002–2003).
- Lemma «Arabs», Encyclopedia of the Qur'an, ed. J.D.McAuliffe , Leiden, E.J. Brill, 2002.
- "Reflections on Periodisation in Arabic Historiography", The Medieval History Journal, vol. 1, n. 1 (Jan.-June, 1998).
- "Islamic Views of the West in the Middle Ages", Studies in Interreligious Dialogue (The Netherlands), 5/1995/1.